# Alija Nazarbajewa
Alija Nursułtanowna Nazarbajewa (ur. 2 marca 1980 w Ałmaty) – kazachska przedsiębiorca i najmłodsza córka Nursułtana Nazarbajewa. Wychowała się w Kazachstanie i ukończyła edukację w Wielkiej Brytanii i w Stanach Zjednoczonych. Oprócz ojczystego kazachskiego, posługuje się językiem angielskim, niemieckim i rosyjskim.